# Filipini

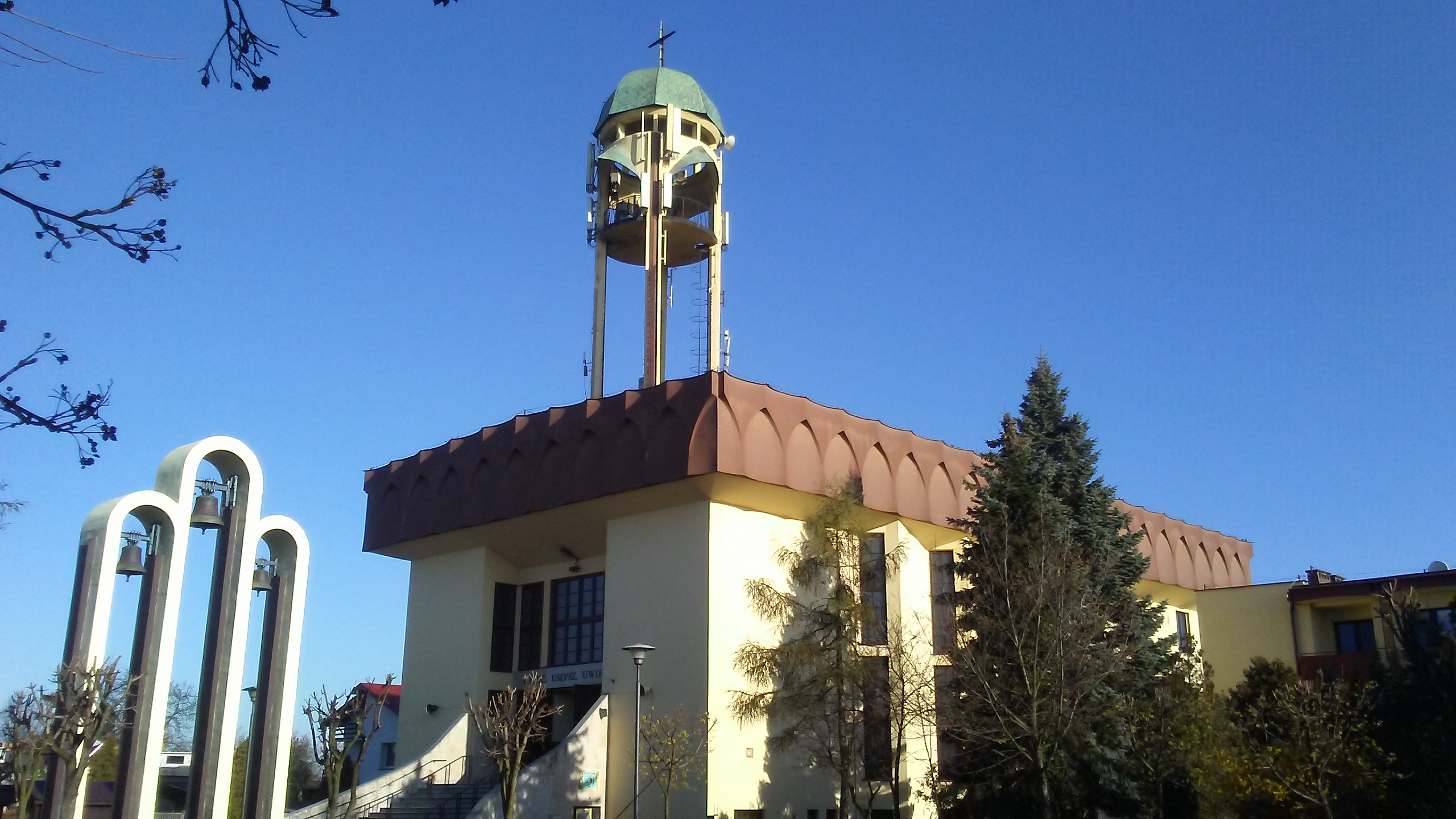
Kościół parafii św. Rodziny w Tomaszowie Mazowieckim prowadzony przez filipinów

Filipini, inaczej oratorianie, łac. Congregatio Oratorii Sancti Philippi Neri (COr) – stowarzyszenie życia apostolskiego założone w 1551 przez św. Filipa Neri w Rzymie i zatwierdzone przez papieża Grzegorza XIII w 1575 r. bullą Copiosus in misericordia Deus. 
Nazwa „oratorianie” wywodzi od miejsca przeznaczonego na modlitwę (oratorium), a następnie od ćwiczeń duchownych, zwłaszcza wieczornych, które się tam odbywały. Celem kongregacji jest braterskie życie we wspólnocie. Członkowie zgromadzenia w sposób szczególny poświęcają się wychowaniu młodzieży i troszczą się o sprawowanie sakramentu pokuty oraz o niesienie pomocy chorym i ubogim. Duchowość filipińską cechuje: braterska miłość, pokora, umartwienie, bezinteresowne poświęcenie oraz radość.

## Filipini w Polsce
W skład Federacji Kongregacji Oratorium św. Filipa Neri w Polsce wchodzi osiem domów w Polsce oraz jeden w Niemczech. Mieszą się one w Celle, Gostyniu, Studziannie, Poznaniu, Bytowie, Radomiu, Tomaszowie Mazowieckim, Tarnowie oraz w Grodzisku Wielkopolskim. 
W skład Federacji wchodzi 67 księży, 3 braci, 8 kleryków (stan na 1 lipca 2024 roku). Filipini prowadzą w Polsce osiem parafii, dwa sanktuaria, siedem stowarzyszeń, dwa domy rekolekcyjne i jeden dom formacyjny. 
Na formację początkową u filipinów składa się: miesięczny postulat, roczny nowicjat połączony z pierwszym rokiem studiów oraz formację seminaryjną (6 lat, w tym nowicjat). Każdy z Domów Filipińskich sam zajmuje się kształceniem swoich alumnów, tj. kieruje ich na studia teologiczno-filozoficzne w najbliższym diecezjalnym seminarium duchownym. Formacja seminaryjna jest połączona z poznawaniem struktury określonego Domu Filipińskiego, oratorium, parafii, a także sposobu administrowania nimi. Po szóstym roku studiów następuje przyjęcie przez alumna sakramentu święceń.
U filipinów nie istnieje urząd Przełożonego Generalnego, ani Prowincjała. Posiadają jedynie przełożonych wspólnot domowych. Domy zakonne kongregacji są autonomiczne. Oratorianie nie składają ślubów; charakteryzuje ich stabilitas loci (stałość miejsca). Ich strój to czarna sutanna bez ozdób, zwykła koloratka lub biały kołnierzyk i czarny pas. 
Do zgromadzenia należał, po przejściu na katolicyzm późniejszy kardynał John Henry Newman, obecnie święty Kościoła katolickiego.